# العلاقات الكندية الكيريباتية
العلاقات الكندية الكيريباتية هي العلاقات الثنائية التي تجمع بين كندا وكيريباتي.

## مقارنة بين البلدين
هذه مقارنة عامة ومرجعية للدولتين:
| وجه المقارنة                                              | كندا                     | كيريباتي                        |
| --------------------------------------------------------- | ------------------------ | ------------------------------- |
| المساحة (كم2)                                             | 9.98 مليون               | 811                             |
| عدد السكان (نسمة)                                         | 35.70 مليون              | 116.40 ألف                      |
| الكثافة السكانية (ن./كم²)                                 | 3.58                     | 14.35 ألف                       |
| العاصمة                                                   | أوتاوا                   | جنوب تاراوا                     |
| اللغة الرسمية                                             | لغة إنجليزية، لغة فرنسية | لغة إنجليزية، اللغة الكيريباتية |
| العملة                                                    | دولار كندي               | دولار كريباتي، دولار أسترالي    |
| الناتج المحلي الإجمالي (بليون دولار)                      | 1.65 تريليون             | 196.15 مليون                    |
| الناتج المحلي الإجمالي (تعادل القوة الشرائية) بليون دولار | 1.59 تريليون             | 224.26 مليون                    |
| الناتج المحلي الإجمالي الاسمي للفرد دولار أمريكي          | 43.25 ألف                | 1.42 ألف                        |
| الناتج المحلي الإجمالي للفرد دولار أمريكي                 | 45.07 ألف                | 1.81 ألف                        |
| مؤشر التنمية البشرية                                      | 0.913                    | 0.590                           |
| رمز المكالمات الدولي                                      | +1                       | +686                            |
| رمز الإنترنت                                              | .ca                      | .ki                             |
| المنطقة الزمنية                                           |                          |                                 |

## منظمات دولية مشتركة
يشترك البلدان في عضوية مجموعة من المنظمات الدولية، منها:
| علم المنظمة | اسم المنظمة                   | تاريخ انضمام كندا | تاريخ انضمام كيريباتي |
| ----------- | ----------------------------- | ----------------- | --------------------- |
|             | الاتحاد الدولي للاتصالات      | 1 يوليو 1908      | 3 نوفمبر 1986         |
|             | دول الكومنولث                 | ?                 | ?                     |
|             | مؤسسة التنمية الدولية         | 24 سبتمبر 1960    | 2 أكتوبر 1986         |
|             | منظمة حظر الأسلحة الكيميائية  | ?                 | ?                     |
|             | يونسكو                        | 4 نوفمبر 1946     | 24 أكتوبر 1989        |
|             | الأمم المتحدة                 | 9 نوفمبر 1945     | 14 سبتمبر 1999        |
|             | مؤسسة التمويل الدولية         | 20 يوليو 1956     | 2 أكتوبر 1986         |
|             | بنك التنمية الآسيوي           | 1966              | 1974                  |
|             | البنك الدولي للإنشاء والتعمير | 27 ديسمبر 1945    | 29 سبتمبر 1986        |
|             | الاتحاد البريدي العالمي       | ?                 | ?                     |

## وصلات خارجية
- موقع وزارة الخارجية الكندية